# Pedro Álvarez de Toledo y Zúñiga
Pedro Álvarez de Toledo y Zúñiga (Salamanca, 13 luglio 1484 – Firenze, 22 febbraio 1553) fu marchese consorte di Villafranca del Bierzo e dal 1532 al 1553 fu viceré di Napoli per conto di Carlo V d'Asburgo.

## Biografia

### Viceré di Napoli

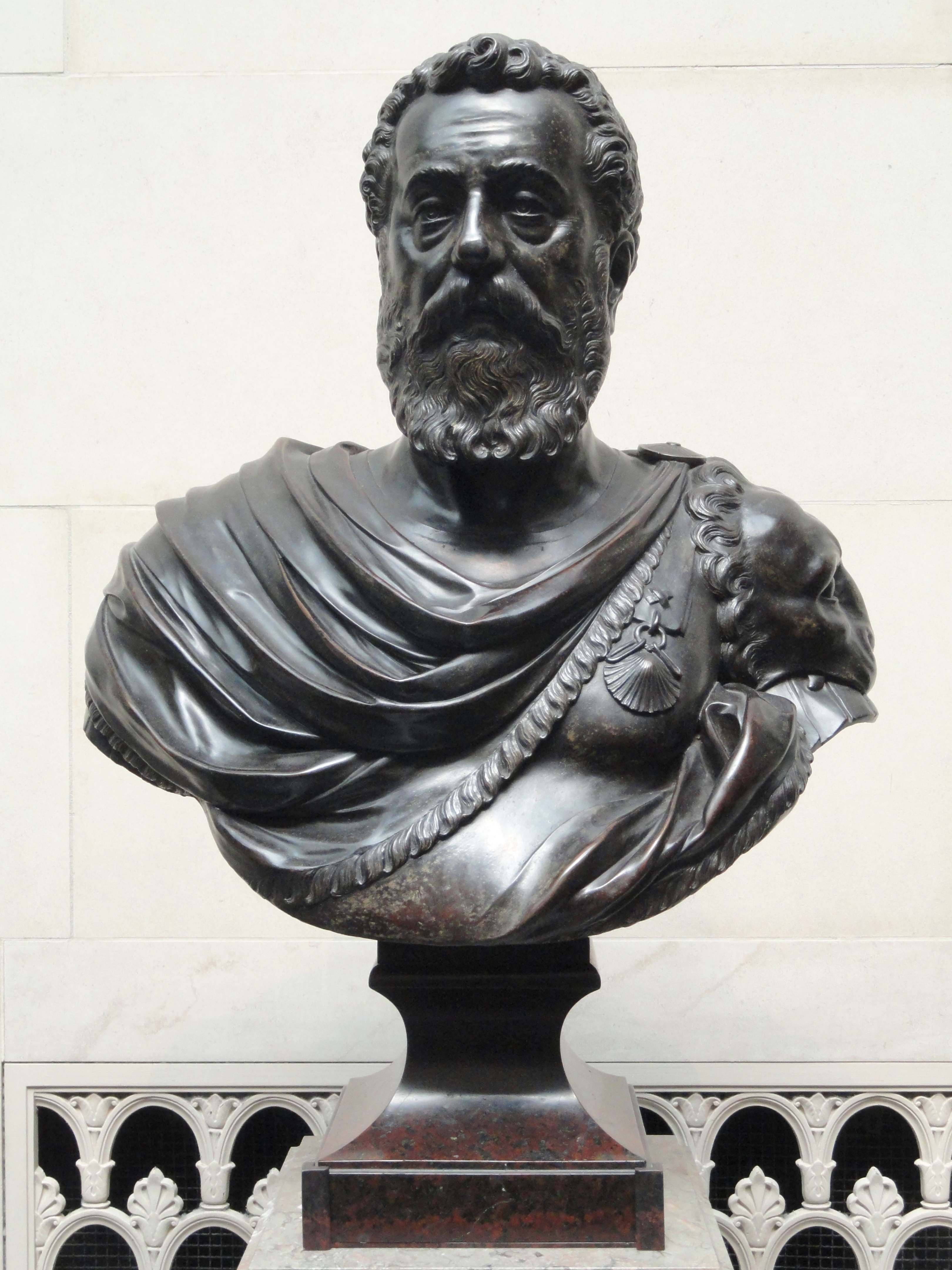
Un busto di Pedro Alvarez de Toledo di un artista fiorentino o napoletano, seconda metà del XVI secolo, bronzo (National Gallery of Art, Washington)

Il suo arrivo come viceré nel settembre del 1532 segnò una svolta fondamentale nella storia del Regno di Napoli e della sua capitale. I 20 anni della sua amministrazione sono caratterizzati da un riassetto politico-sociale e da importanti mutamenti economici e urbanistici. Don Pedro trasformò la città di Napoli rendendola una delle roccaforti dell'Impero spagnolo: simbolo della ricostruzione e del nuovo ruolo assunto dalla città fu il Castel Sant'Elmo, i cui cannoni dominavano la città.
Napoli era appena guarita dalla peste del 1529, che aveva provocato più di 60 000 morti. La prima preoccupazione di Don Pedro fu di rimediare alle strutture fatiscenti della città. Nel 1534 avviò la pavimentazione delle strade e diede il via all'espansione della stessa oltre i confini della vecchia città, tramite la costruzione di nuove ed eleganti zone residenziali come Santa Chiara.
Sotto la sua amministrazione, su progetto degli architetti Giovanni Benincasa e Ferdinando Manlio, fu costruita via Toledo, collegamento stradale verso quelli che allora erano gli alloggi delle truppe spagnole in Napoli e che oggi sono i cosiddetti "Quartieri Spagnoli". Fu centralizzata l'amministrazione della giustizia con lo spostamento delle Corti nell'edificio di Castel Capuano, detto la "Vicaria".
L'operato del viceré fu determinante anche per l'antica Pozzuoli. Il primo atto del viceré atto a favorire l'area flegrea fu quello di difenderne il golfo dalle incursioni dei corsari barbareschi costruendo la "Torre di Gaveta" e la "Torre di Patria". In seguito promosse l'edificazione di circa 300 torri osservative per la difesa delle coste del vicereame.
Don Pedro restaurò e lastricò la Crypta Neapolitana per consentire i traffici tra la capitale e Pozzuoli, nel 1552 emanò un editto per il ripristino e la sistemazione dei regi formali e canali alimentati dall'acquedotto della bolla, incoraggiò altresì il ripopolamento di Pozzuoli (spopolatasi dopo l'eruzione del Monte Nuovo nel 1538): con un bando, datato 1539, esonerò dai tributi i puteolani che ritornavano ad abitare nella loro città. Inoltre fece restaurare a sue spese molti edifici di culto, tra cui la chiesa di Sant'Antonio, nel 1540.

### Viaggio diplomatico e morte

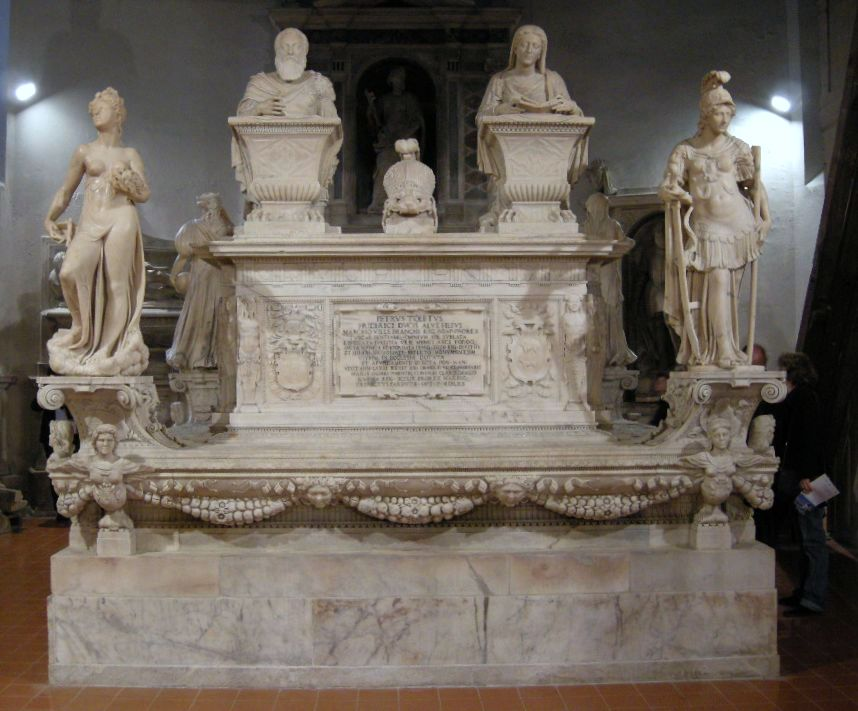
Giovanni da Nola, sepolcro di don Pedro di Toledo. Napoli, San Giacomo degli spagnoli

In viaggio verso la Repubblica di Siena, dove, nonostante le già precarie condizioni di salute, era stato inviato dall'Imperatore a sedare i rivoltosi repubblicani, si aggravò e venne trasportato a Firenze, dove morì il 22 febbraio 1553. Il sepolcro che si era fatto costruire nella chiesa di San Giacomo degli Spagnoli a Napoli restò così vuoto. Fu invece sepolto nel Duomo di Firenze. La sua tomba si trovava nella Tribuna e venne spostata per far posto ai rilievi di Baccio Bandinelli, a sua volta smantellati nell'Ottocento. Venne spostato in un'urna di legno vicino alla porta che si apre su via Ricasoli, pure rimossa negli interventi del XIX secolo.

## Giudizio storico

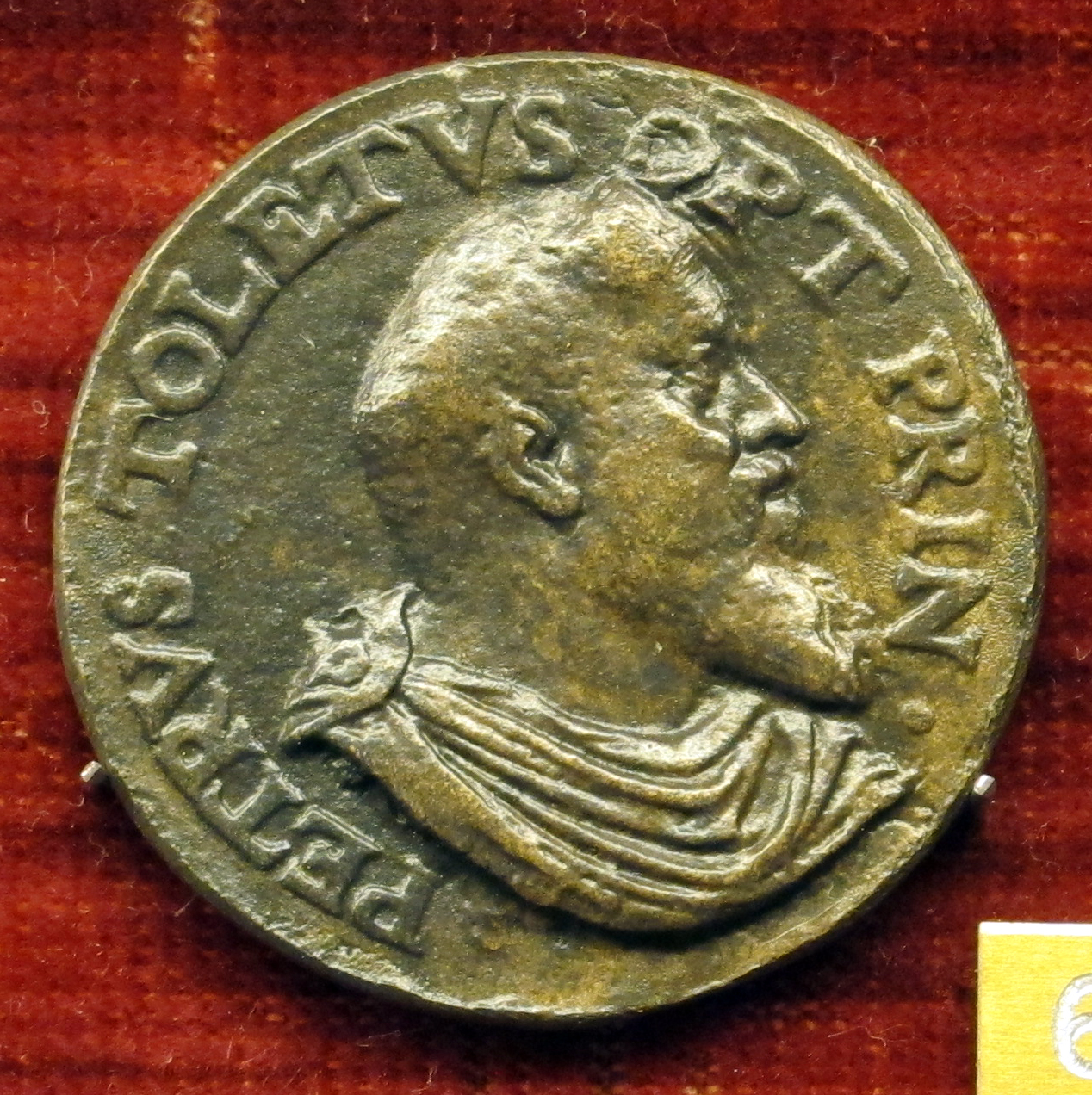
Scuola napoletana, medaglia di Pedro de Toledo, post 1532 (Museo del Bargello, Firenze)

È significativo il giudizio pronunciato da Benedetto Croce nella Storia del Regno di Napoli sulla politica culturale del viceré: «Il viceré Toledo, forte del consenso di Carlo V, tenne ad essere non già amato, ma temuto, sciolse le accademie per sospetti di novità religiose e politiche, cercò di reintrodurre l'Inquisizione, e, non pago di domare i baroni, fece sentire il suo pugno pesante sui patrizi, la città e il popolo».

## Discendenza
Da María Osorio y Pimentel, seconda marchesa di Villafranca del Bierzo e nipote del Conte di Benavente (nella provincia di Zamora in Spagna) ebbe sette figli:
- Federigo Álvarez de Toledo y Osorio, primogenito.
- García Álvarez de Toledo y Osorio, luogotenente della Guerra di Siena. Divenne il terzo marchese di Villafranca e sposò Vittoria Colonna di Paliano.
- Luigi Álvarez de Toledo y Osorio, luogotenente del regno di Napoli quando Don Pedro partì alla volta di Firenze.
- Isabella Álvarez de Toledo y Osorio, maggiore delle figlie, fu inizialmente promessa a Cosimo I de' Medici, che preferì però sposare la sorella minore Eleonora perché la dote richiesta era troppo onerosa e il diplomatico mediceo Niccolini descrisse Isabella come brutta e notoriamente sciocca. Si sposò quindi con Giovan Battista Spinelli, Duca di Castrovillari e Conte di Cariati.
- Eleonora Álvarez de Toledo y Osorio, sposò il duca Cosimo I de' Medici e divenne duchessa di Firenze e di Siena; la sua discendenza si imparentò con le principali famiglie europee.
- Giovanna Álvarez de Toledo y Osorio si sposò con Don Ferrante Ximes d'Urrea primogenito del Conte d'Aranda.
- Anna Álvarez de Toledo y Osorio sposò Lopo de Moscoso Osório, quarto conte di Altamira.